# Ситкинак
Ситкинак (англ. Sitkinak Island) — остров в Кадьякском архипелаге. Расположен в западной части залива Аляска, к югу от южной оконечности острова Кадьяк. Остров Тугидак находится к западу. Вместе эти два крупных острова, а также ряд мелких островков, образуют острова Тринити. В административном отношении относится к боро Кадьяк-Айленд, штат Аляска, США. Впервые отмечен русским полярным исследователем Сарычевым в 1826 году, затем адмиралом Крузенштерном в 1827 году и окончательно под современным названием нанесён на карту русским гидрографом Тебеньковым в 1852 году.
Является частью Аляскинского морского национального заповедника. Площадь острова составляет 235,51 км²; самая высокая точка — 61 м над уровнем моря. Постоянного населения нет.